# Silvius megaceras
Silvius megaceras är en tvåvingeart som först beskrevs av Luigi Bellardi 1859.  Silvius megaceras ingår i släktet Silvius och familjen bromsar. Inga underarter finns listade i Catalogue of Life.